# Handzuginstrument

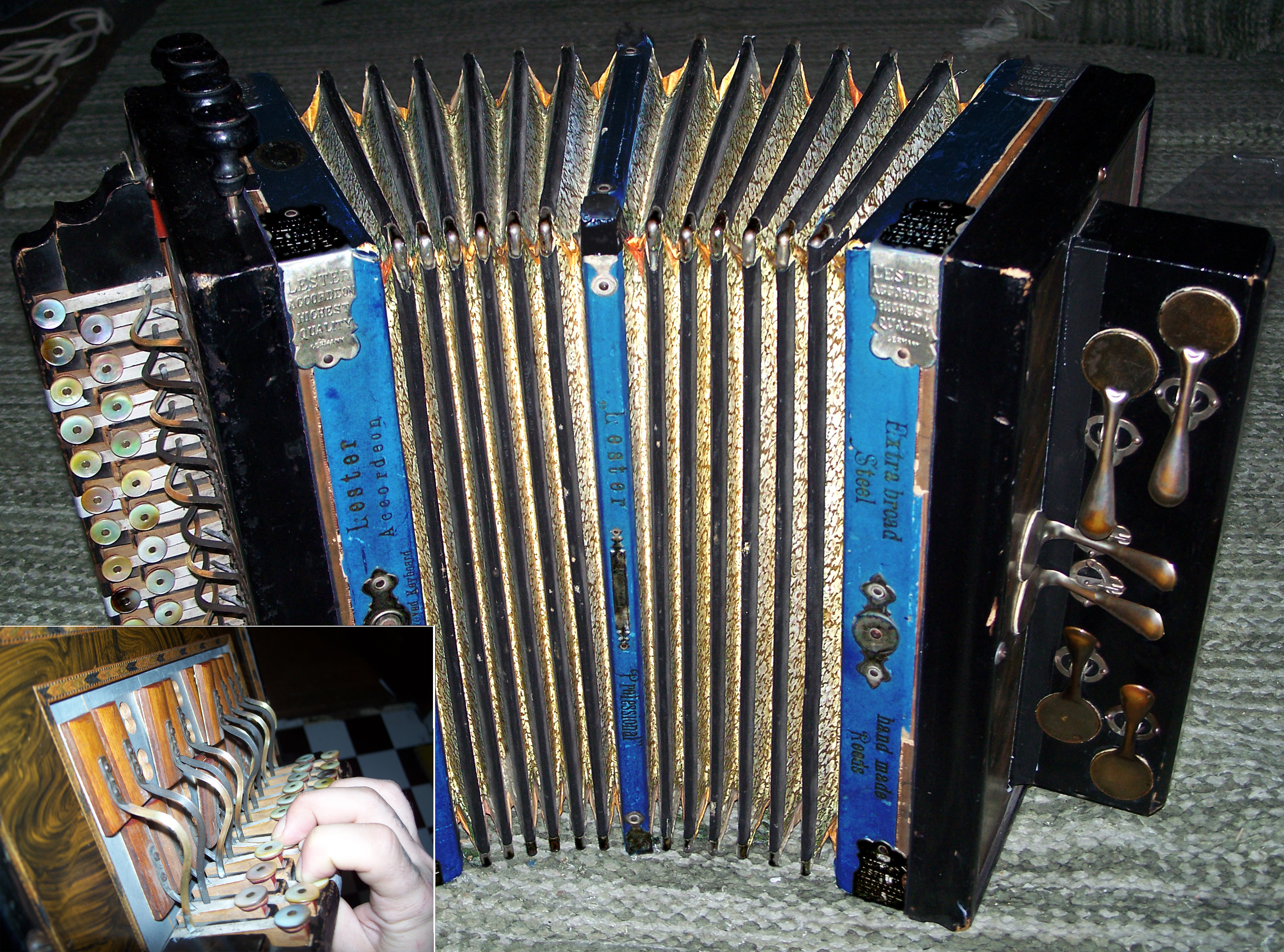
Deutsche Knopfziehharmonika aus dem frühen 20. Jahrhundert.

Ein Handzuginstrument ist ein Musikinstrument mit einem Balg, der durch das Zudrücken und Aufziehen einen Luftstrom erzeugt, um in den Seitenkästen durchschlagende Zungen in Schwingung zu bringen und somit Töne zu erzeugen. Handzuginstrumente gehören daher zu den Aerophonen, im Speziellen den Harmonikainstrumenten.

## Zur Benennung der Gruppe
Am meisten verbreitet ist heute das Akkordeon als moderne Form, aber auch die Konzertina und das Bandoneon gehören zu den Handzuginstrumenten.
Der Ausdruck ‚Handzuginstrument‘ ist eine neue deutsche Bezeichnung für diese Instrumentengruppe. Der älteste Name dieser Instrumentengruppe ist eigentlich ‚Harmonika‘, diese Bezeichnung geht auf die Entwicklung der Handzuginstrumente aus der Physharmonika (Vorläufer des Harmoniums) hervor.
Vor allem spricht man aber von Ziehharmonika, wodurch der Unterschied dieser Instrumente zu Instrumenten mit Blasebalg klar wird, der seine erwünschte Wirkung nur beim Zusammendrücken erzeugt, während Handzuginstrumente auch beim Auseinanderziehen des Balges weitergespielt werden können, denn die Luft strömt durch die Tonkanzellen sowohl ein als auch aus. Auch zu den anderen Harmonikainstrumenten (Mund-, Blasharmonikas und Mundorgeln ohne Balg, und den klavier- bzw. orgelartigen Konzertinstrumenten im Stile des Harmoniums, und zahlreichen anderen Formen) differenziert der Ausdruck.
Umgangs- und volkssprachliche Begriffe für solche Instrumente sind
Zugharmonie, Maurerklavier oder Schifferklavier, Ziehamriemen, mundartlich bairisch Raunl, despektierlich auch Quetschkommode, Wanzenquetsche und anderes. In der Volksmusik waren die Ziehharmonikas beliebt, weil sie den ersten brauchbaren Ersatz für den Dudelsack darstellten, auch die Zither, die sehr schwer zu spielen und empfindlich ist und nur im Sitzen gespielt werden kann, hat sie weitgehend verdrängt.

## Historischer Überblick 1800 bis 1830
Siehe auch: Geschichte der Stimmzunge
Ein Überblick über die Erfindungen zwischen 1800 und 1830 findet sich in Eduard Hanslicks Geschichte des Concertwesens in Wien (1869). Darin werden noch weitere exotische Namen von Harmonikainstrumenten genannt, die es nur noch in Museen zu sehen gibt:

## Funktionsweise
Die Tonerzeugung mittels Durchschlagzungen sowohl im Zudrücken wie auch im Aufziehen des Balges ist eines der wichtigsten Merkmale der Handzuginstrumente. Verwandte Balginstrumente wie das Harmonium und der Vorläufer Physharmonika weichen diesbezüglich ab.
Ursprünglich wurden die Tonzungen als Federn bezeichnet.